# تعدد الدلالات
تعدد الدلالات أو تعدد المعاني أو الاشتراك اللفظي هو حالة اللفظ الذي تعددت معانيه، ولا بد لمعرفته من القرائن والسياق. وخلافه المنفرِد. مثال لذلك لفظ العَين الذي يطلق على باصرة الإنسان وعلى منبع الماء.
كل لفظة يدل عليها اللفظ المشترَك تسمى مشترِكا لفظيا (بكسر الراء) لأنها تشترك في اللفظ الواحد مع غيرها من الكلمات على اختلاف معانيها.